# Arad (županija)
Arad (IPA: [a.ˈrad]; (mađarski:Arad) županija nalazi se u sjevernoj Rumunjskoj u povjesnoj pokrajini Transilvaniji. Glavni grad županije Arad je istoimeni grad Arad u kojem živi 185.272 stanovnika.

## Demografija
Po popisu stanovništva iz 2002. godine na prostoru županije Arad živjelo je 461.791 stanovnika, dok je prosječna gustoća naseljenosti 60 stan/km².
- Rumunji - 82%
- Mađari - 10%
- Romi - 4%
- Nijemci - 1%
- Slovaci - 1%.[1]

| Godina | Ukupno stanovnika |
| ------ | ----------------- |
| 1948.  | 476.207           |
| 1956.  | 475.620           |
| 1966.  | 481.248           |
| 1977.  | 512.020           |
| 1992.  | 487.617           |
| 2002.  | 461.791           |

## Zemljopis
Ukupna površina županije Arad je 7,754 km².
Na istoku se nalaze planine Apuseni, dok se prema zapadu pružaju nizine.
Županija je omeđena rijekama na jugu s Mureș rijekom, dok se na sjeveru nalazi rijeka Crișul Alb.

## Susjedne županije
- Hunedoara (županija) i Alba (županija) na istoku.
- Bekeška županija i Čongradska županija u Mađarskoj na zapadu.
- Bihor (županija) na sjeveru.
- Timiș (županija) na jugu.

Županija je i jedna od članica Danube-Kris-Mures-Tisa euroregije.

## Gospodarstvo
Zajedno s Timiș županijom jedna je od najrazvijenijih županija u Rumunjskoj. Zbog svoje blizine granice, privlači veliki broj stranih ulagača.
Glavne godpodarske grane su:
- proizvodnja automobilskih dijelova
- proizvodnja hrane
- tekstilna industrija

## Administrativna podjela
Županija Arad podjeljena je na jednu municipiju, devet gradova i 68 općina.

### Općine
- Arad

### Gradovi
- Chișineu-Criș
- Curtici
- Ineu
- Lipova
- Nădlac
- Pâncota
- Pecica
- Sântana
- Sebiș

### Općine
| - Almaș - Apateu - Archiș - Bata - Bârsa - Bârzava - Beliu - Birchiș - Bocsig - Brazii - Buteni - Cărand - Cermei - Chisindia | - Conop - Covăsânț - Craiva - Dezna - Dieci - Dorobanți - Fântânele - Felnac - Frumușeni - Ghioroc - Grăniceri - Gurahonț - Hălmagiu - Hălmăgel - Hășmaș | - Ignești - Iratoșu - Livada - Macea - Mișca - Moneasa - Olari - Păuliș - Peregu Mare - Petriș - Pilu - Pleșcuța - Săvârșin - Secusigiu | - Seleuș - Semlac - Sintea Mare - Socodor - șagu - șeitin - șepreuș - șicula - șilindia - șimand - șiria - șiștarovăț - șofronea - Tauț | - Târnova - Ususău - Vărădia de Mureș - Vârfurile - Vinga - Vladimirescu - Zăbrani - Zădăreni - Zărand - Zerind - Zimandu Nou |